# 할름스타드 BK
할름스타드 BK(스웨덴어: Halmstads BK, 약칭 HBK)는 할란드 할름스타드에 위치한 스웨덴의 프로 축구 클럽이다. 이 클럽은 1914년 2월 7일에 결성되어 같은 해 3월 6일에 스웨덴 스포츠 연맹 가입을 승인받았다. 이 클럽은 스웨덴 축구의 최상위 리그인 알스벤스칸에서 경쟁하며, 네 번의 전국 챔피언십 타이틀과 한 번의 전국 컵 타이틀을 획득했다. HBK는 회원이 통제하는 클럽이다.
그 클럽은 1995년 10월, 예테보리의 감라 울레비에서 열린 컵 위너스 컵 두 경기 중 첫 경기에서 성공적인 이탈리아 클럽 파르마 AC를 3-0으로 이기면서 유럽에서 어느 정도 인정을 받았다. 그러나 같은 해 11월, 파르마에서 열린 두 번째 경기에서는 0-4로 대패하며 대회에서 탈락했다.

## 역사

### 초기
1913년, 더 진지한 조직을 만들고자 스스로를 바이킹이라고 불렀던 한 젊은이들이 호텔 루그넷에서 만나 조직을 만들기로 결심했다. 그들은 새로운 조직에 할름스타드 볼클루브라는 이름을 붙이고 클럽의 초대 회장으로 악셀 윈베르그를 선택했다. 또한 스웨덴 스포츠 연맹 가입도 신청했다.
축구를 제외하고 클럽은 초창기에는 밴디 경기도 했다.

## 성적
- 스웨덴 챔피언
  - 우승 4회 (1976, 1979, 1997, 2000)
- 알스벤스칸
  - 우승 4회 (1976, 1979, 1997, 2000)
  - 준우승 2회 (1954–55, 2004)
- 스웨덴 컵
  - 우승 1회 (1994–95)
- 스웨덴 디비전 1
  - 우승 11회 (1932–33, 1938–39, 1940–41, 1941–42, 1946–47, 1953–54, 1964, 1971, 1973, 1988, 1992)

## 선수 명단

### 현역
참고: FIFA 자격 규정에 따라 소속된 국가대표팀 국기를 표시합니다. 선수는 복수의 FIFA 비회원국 국적을 가지고 있을 수 있습니다.
| 번호 | 포지션 | 국적       | 이름                 |
| ---- | ------ | ---------- | -------------------- |
| 7    | FW     | 아이슬란드 | 버니어 스네어 잉가손 |
| 16   | MF     |            | 닐로 매엔패          |

| 번호 | 포지션 | 국적 | 이름 |
| ---- | ------ | ---- | ---- |

## 역대 감독
| 감독        | 임기        |
| ----------- | ----------- |
| 컬마르 예뇌 | 1966        |
| 로이 호지슨 | 1976 ~ 1980 |
| 요나스 테른 | 2002 ~ 2003 |